# San Agustín Tlalixticapa
San Agustín Tlalixticapa är en ort i Mexiko.   Den ligger i kommunen Alfajayucan och delstaten Hidalgo, i den sydöstra delen av landet, 110 km norr om huvudstaden Mexico City. San Agustín Tlalixticapa ligger 1 904 meter över havet och antalet invånare är 393.
Terrängen runt San Agustín Tlalixticapa är kuperad österut, men västerut är den platt. Runt San Agustín Tlalixticapa är det ganska tätbefolkat, med 60 invånare per kvadratkilometer. Närmaste större samhälle är Alfajayucan, 2,4 km nordväst om San Agustín Tlalixticapa. Omgivningarna runt San Agustín Tlalixticapa är i huvudsak ett öppet busklandskap.